# 경상북도지사
경상북도지사(慶尙北道知事)은 경상북도의 행정 사무를 총괄하는 광역자치단체장이다.

## 역대 도지사

### 일제강점기
| 호적   | 이름              | 한자 표기   | 취임             | 퇴임             | 비고                              |
| ------ | ----------------- | ----------- | ---------------- | ---------------- | --------------------------------- |
| 조선인 | 이진호            | 李軫鎬      | 1910년 10월 1일  | 1916년 3월 28일  | 경상북도 장관                     |
| 내지인 | 스즈키 다카시     | 鈴木 隆     | 1916년 3월 28일  | 1919년 9월 26일  | 장관, 1919년 8월부터 경상북도지사 |
| 내지인 | 후지카와 리자부로 | 藤川 利三郎 | 1919년 9월 26일  | 1923년 2월 24일  |                                   |
| 내지인 | 사와다 도요타케   | 沢田 豊丈   | 1923년 2월 24일  | 1926년 5월 12일  |                                   |
| 내지인 | 스도 모토         | 須藤 基     | 1926년 5월 12일  | 1929년 1월 21일  |                                   |
| 내지인 | 이마무라 마사미   | 今村 正美   | 1929년 1월 21일  | 1929년 12월 11일 |                                   |
| 내지인 | 하야시 시게키     | 林 茂樹     | 1929년 12월 11일 | 1931년 9월 23일  |                                   |
| 조선인 | 김서규            | 金瑞圭      | 1931년 9월 23일  | 1935년 4월 1일   |                                   |
| 내지인 | 오카자키 데쓰로   | 岡崎 哲郎   | 1935년 4월 1일   | 1936년 5월 21일  |                                   |
| 내지인 | 다테 요쓰오       | 伊達 四雄   | 1936년 5월 21일  | 1936년 9월 5일   |                                   |
| 내지인 | 고타키 모토이     | 上滝 基     | 1936년 9월 5일   | 1941년 1월 24일  |                                   |
| 내지인 | 다카하시 사토시   | 高橋 敏     | 1941년 1월 24일  | 1941년 11월 19일 |                                   |
| 내지인 | 다카오 진조       | 高尾 甚造   | 1941년 11월 19일 | 1943년 9월 30일  |                                   |
| 조선인 | 다케나가 가즈키   | 武永 憲樹   | 1943년 9월 30일  | 1944년 8월 17일  | 엄창섭(嚴昌燮)에서 개명           |
| 조선인 | 이창근            | 李昌根      | 1944년 8월 17일  | 1945년 6월 16일  |                                   |
| 조선인 | 김대우            | 金大羽      | 1945년 6월 16일  | 1945년 8월 15일  | 광복                              |

### 경상북도지사
| 선출 방식 | 대수 | 이름                                      | 임기                              | 도정구호 | 도정방침                       | 비고                                 |
| --------- | ---- | ----------------------------------------- | --------------------------------- | -------- | ------------------------------ | ------------------------------------ |
| 관선      | 초대 | 김대우(金大羽)                            | 1945년 8월 15일~1945년 10월 19일  |          |                                | 조선총독부 최후의 경상북도지사, 유임 |
| 관선      | 2대  | 에드윈 헨 (Edwin A. Hen)                  | 1945년 10월 20일~1945년 12월 1일  |          |                                | 미 육군 중령                         |
| 관선      | 3대  | 레이몬드 자노우스키 (Raymond A. Janowski) | 1945년 12월 2일~1945년 12월 22일  |          |                                | 미 육군 중령                         |
| 관선      | 4대  | 김선균(金宣均)                            | 1945년 12월 22일~1946년 12월 10일 |          |                                |                                      |
| 관선      | 5대  | 최희송(崔熙松)                            | 1946년 12월 10일~1948년 5월 27일  |          | 열성(熱誠), 사필귀정(事必歸正) | 미군정장관 비서관에서 전임           |
| 관선      | 6대  | 장인환(張仁煥)                            | 1948년 5월 27일~1948년 8월 14일   |          |                                |                                      |
| 관선      | 7대  | 장인환(張仁煥)                            | 1948년 8월 15일~1948년 10월 17일  |          |                                |                                      |

| 선출 방식 |  | 대수 | 이름           | 임기                              | 정당                                                          | 도정구호                                                              | 도정방침 |
| --------- |  | ---- | -------------- | --------------------------------- | ------------------------------------------------------------- | --------------------------------------------------------------------- | --- |
| 관선      |  | 초대 | 정현모(鄭顯模) | 1948년 10월 18일~1950년 1월 23일  |                                                               |                                                                       | |
| 관선      |  | 2대  | 조재천(曺在千) | 1950년 1월 24일~1951년 6월 28일   |                                                               |                                                                       | |
| 관선      |  | 3대  | 신현돈(申鉉燉) | 1951년 6월 29일~1955년 2월 24일   |                                                               |                                                                       | 애민 애물, 함선 접응, 온정 열의, 응정 개결, 도의 개배, 근검 역작, 명조 천안, 근검 실천                                                                                       |
| 관선      |  | 4대  | 이근직(李根直) | 1955년 2월 25일~1957년 9월 26일   |                                                               |                                                                       | 민력 함양, 교육 진흥, 치안 확보, 생산 증대, 책임 완수 |
| 관선      |  | 5대  | 송관수(宋官洙) | 1957년 9월 27일~1959년 5월 12일   |                                                               |                                                                       | 이도 쇄신, 행정력 확보, 복지 증진, 치안 확보 |
| 관선      |  | 6대  | 오림근(吳琳根) | 1959년 5월 13일~1960년 4월 30일   |                                                               |                                                                       | 봉사정신의 실천궁행을 위한 체제의 확립, 산업경제개발의 촉진, 명량한 농촌건설을 위한 행정력의 집중 민주경찰의 사명달성, 애국애족의 교육정신확립과 향토건설을 위한 교학의 쇄신 |
| 관선      |  | 7대  | 조준영(趙俊泳) | 1960년 5월 2일~1960년 10월 6일    |                                                               |                                                                       | 국민의 주권보관, 민심수습, 행정력 입장에서 민중의 흥론반영 |
| 민선      |  | 8대  | 이호근(李鎬根) | 1960년 10월 7일~1961년 5월 23일   | 민주당                                                        |                                                                       | 혁명과업을 조속히 완수, 산업의 증강과 사회복지의 증진, 치안의 확보 |
| 관선      |  | 9대  | 박경원(朴璟遠) | 1961년 5월 24일~1963년 12월 18일  |                                                               |                                                                       | 혁명과업의 촉진, 생활신조의 확립, 산업개발의 진흥, 봉사경찰의 구현, 구국교육의 진흥                                                                                          |
| 관선      |  | 10대 | 김인(金仁)     | 1963년 12월 19일~1967년 10월 9일  |                                                               | 약진 경북                                                             | 관기확립, 행정의 능률화, 약진경북계획의 추진, 명량한 사회기풍조성, 예방경찰의 구현                                                                                           |
| 관선      |  | 11대 | 양택식(梁澤植) | 1967년 10월 10일~1970년 4월 15일  |                                                               | 도와주자, 앞서가자, 책임지자 - 부강경북                               | 신임받는 행정, 높이는 도민행정, 앞서가는 향토개발, 명량한 사회건설 |
| 관선      |  | 12대 | 김덕엽(金德燁) | 1970년 4월 16일~1971년 6월 11일   |                                                               | 번영하는 푸른경북                                                     | 실리있는 농공병진, 격차없는 광역개발, 자조·협동·창조, 책임능률 봉사행정, 질서와 향토방위                                                                                     |
| 관선      |  | 13대 | 구자춘(具滋春) | 1971년 6월 12일~1974년 9월 1일    |                                                               | 힘찬전진 알찬경북                                                     | 밝고 맑은 기풍진작, 농어촌소득 배가추진, 종합개발의 적극추진, 튼튼한 향토방위                                                                                                |
| 관선      |  | 14대 | 김수학(金秀學) | 1974년 9월 2일~1978년 12월 25일   |                                                               | 유신으로 총화전진, 새마을로 소득증대 500만 도민의 총화, 새마을로 증산 | 총화 유신, 새마을 소득증대, 식량의 대증산, 활기찬 지역개발, 산지이용의 고도화                                                                                                |
| 관선      |  | 15대 | 김무연(金武然) | 1978년 12월 26일~1981년 4월 7일   |                                                               | 총화전진 영광경북                                                     | 자력개발역량의 함양, 소득의 획기적 증대, 창의봉사행정의 구현, 향토문화의 창달, 명량한 사회기풍의 진작                                                                        |
| 관선      |  | 16대 | 김성배(金盛培) | 1981년 4월 8일~1982년 5월 2일     |                                                               | 새경북 영광의 전진                                                    | 총화행정의 구현, 지역성장의 촉진, 재활복지의 증진 |
| 관선      |  | 17대 | 정채진(鄭埰鎭) | 1982년 5월 3일~1985년 2월 20일    |                                                               | 새경북 영광의 전진                                                    | 화합발전, 지역성장, 창의책임 |
| 관선      |  | 18대 | 이상희(李相熙) | 1985년 2월 21일~1986년 1월 8일    |                                                               | 새경북의 영광의 전진                                                  | 지역개발 촉진, 과학영농 추진, 생활환경 개선, 발전행정 구현 |
| 관선      |  | 19대 | 이상배(李相培) | 1986년 1월 9일~1988년 5월 19일    |                                                               | 선진조국 앞장서자                                                     | 도민화합의 구화, 지역안정의 정착, 생활수준의 향상, 균형개발의 촉진, 도민기상의 진작                                                                                          |
| 관선      |  | 20대 | 김상조(金相祚) | 1988년 5월 20일~1990년 6월 20일   |                                                               | 자랑스러운 경북을 만들자                                              | 신뢰받는 공직자가 되자, 자랑스러운 경북을 만들자 |
| 관선      |  | 21대 | 김우현(金又鉉) | 1990년 6월 21일~1992년 1월 8일    |                                                               | 새경북 힘찬전진                                                       | 신뢰받는 봉사행정, 동참하는 화합안정, 수준높은 문화복지, 균형있는 지역발전                                                                                                   |
| 관선      |  | 22대 | 이판석(李判石) | 1992년 1월 9일~1993년 3월 3일     |                                                               | 빛내자 우리경북                                                       | 뜻을 모아 화합발전, 함께하는 문화복지, 정성으로 책임봉사 |
| 관선      |  | 23대 | 이의근(李義根) | 1993년 3월 4일~1993년 12월 27일   |                                                               | 빛내자 우리경북                                                       | 깨끗한 봉사행정, 균형된 지역 개발, 활기찬 지역경제, 건강한 문화복지 |
| 관선      |  | 24대 | 우명규(禹命奎) | 1993년 12월 28일~1994년 10월 21일 |                                                               | 빛내자 우리경북                                                       | 정직한 행정, 깨끗한 환경, 활기찬 농어촌 |
| 관선      |  | 25대 | 심우영(沈宇永) | 1994년 10월 22일~1995년 6월 30일  |                                                               | 빛내자 우리경북                                                       | 믿음주는 도정, 잘사는 농어촌, 균형있는 발전, 자치기반 조성 |
| 민선      |  | 26대 | 이의근(李義根) | 1995년 7월 1일~1998년 6월 30일    | 민주자유당(1995) 신한국당(1995~1997) 한나라당(1997~2006)      | 위대한 경북 함께뛰는 300만                                            | 깨끗한 봉사도정, 활기찬 균형개발, 튼튼한 지역경제, 건강한 문화복지 |
| 민선      |  | 27대 | 이의근(李義根) | 1998년 7월 1일~2002년 6월 30일    | 민주자유당(1995) 신한국당(1995~1997) 한나라당(1997~2006)      | 위대한 경북 함께뛰는 300만                                            | 깨끗한 봉사도정, 활기찬 균형개발, 튼튼한 지역경제, 건강한 문화복지 |
| 민선      |  | 28대 | 이의근(李義根) | 2002년 7월 1일~2006년 6월 30일    | 민주자유당(1995) 신한국당(1995~1997) 한나라당(1997~2006)      | 위대한 경북 함께뛰는 300만                                            | 깨끗한 봉사도정, 활기찬 균형개발, 튼튼한 지역경제, 건강한 문화복지 |
| 민선      |  | 29대 | 김관용(金寬容) | 2006년 7월 1일~2010년 6월 30일    | 한나라당(2006~2012) 새누리당(2012~2017) 자유한국당(2017~2018) | 새벽을 여는 경북 일자리가 있는 경북                                   | 경제가 튼튼한 부자경북, 생활이 풍요로운 행복경북, 세계로 향하는 일류경북, 미래를 준비하는 희망경북                                                                           |
| 민선      |  | 30대 | 김관용(金寬容) | 2010년 7월 1일~2014년 6월 30일    | 한나라당(2006~2012) 새누리당(2012~2017) 자유한국당(2017~2018) | 새벽을 여는 경북 일자리가 있는 경북                                   | 경제가 튼튼한 부자경북, 생활이 풍요로운 행복경북, 세계로 향하는 일류경북, 미래를 준비하는 희망경북                                                                           |
| 민선      |  | 31대 | 김관용(金寬容) | 2014년 7월 1일~2018년 6월 30일    | 한나라당(2006~2012) 새누리당(2012~2017) 자유한국당(2017~2018) | 사람중심 ! 경북세상 !                                                 | 경북 도청지 이전 |
| 민선      |  | 32대 | 이철우(李喆雨) | 2018년 7월 1일~2022년 6월 30일    | 자유한국당(2018~2020) 미래통합당(2020) 국민의힘(2020~)        | 새바람 행복 경북!                                                     | 경북의 힘으로, 새로운 대한민국 |
| 민선      |  | 33대 | 이철우(李喆雨) | 2022년 7월 1일~                   | 자유한국당(2018~2020) 미래통합당(2020) 국민의힘(2020~)        |                                                                       | |

## 같이 보기
- 경상북도지사 선거
- 경상북도청
- 경상북도 부지사
- 경상북도 관찰사
- 경상북도지사 (일제 강점기)